# Callichroma fastuosum
Callichroma fastuosum é uma espécie de coleóptero da tribo Callichromatini (Cerambycinae).